# Scalawag

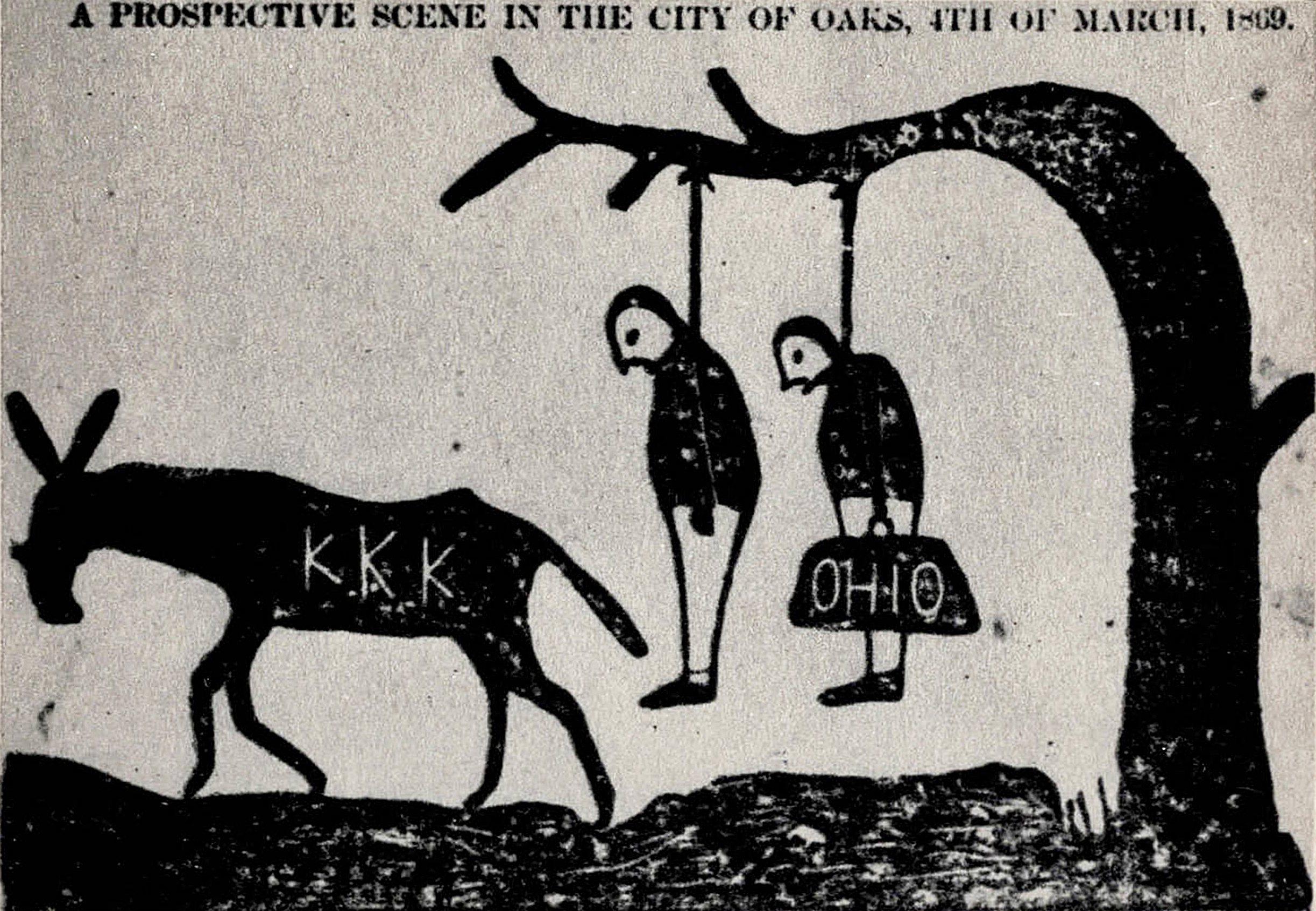
Uma caricatura de setembro de 1868 no Independent Monitor do Alabama, ameaçando que a Ku Klux Klan (representada por um burro democrata, refletindo o status da Klan na época como auxiliar funcional do Partido Democrata do Sul contemporâneo) lincharia os scalawags (à esquerda) e os carpetbaggers (à direita), em 4 de março de 1869, previsto como o primeiro dia da presidência do democrata Horatio Seymour (o vencedor da eleição foi, na verdade, Ulysses S. Grant).

Na história dos Estados Unidos, o termo scalawag (às vezes grafado como scallawag ou scallywag) refere-se a sulistas brancos que apoiaram as políticas e os esforços de reconstrução após a conclusão da Guerra Civil Americana.
Assim como o termo carpetbagger [en], a palavra scalawag tem uma longa história de uso como injúria, em debates partidários no Sul. Os opositores dos scalawags, após a Guerra Civil, argumentavam que eles eram desleais aos valores tradicionais e à supremacia branca. Nas décadas de 1860 e 1870, os scalawags eram especialmente hostilizados pelos democratas sulistas, que os consideravam traidores de uma região historicamente associada à escravidão. Antes da Guerra Civil, a maioria dos scalawags se opôs à secessão dos estados do Sul em relação à União, o que resultou na formação dos Estados Confederados da América.
O termo é frequentemente utilizado em estudos históricos como um descritor dos republicanos brancos do Sul durante a Era da Reconstrução, embora alguns historiadores tenham questionado seu uso, em razão da conotação pejorativa.

## Origens do termo
O termo scalawag é um epíteto depreciativo, embora seja utilizado por muitos historiadores, a exemplo de Sarah Woolfolk Wiggins (1991), James Alex Baggett (2003), Hyman Rubin (2006) e Frank J. Wetta (2012).
A origem da palavra é incerta, mas seu uso atestado mais antigo remonta a 1848, referindo-se a um indivíduo de má reputação, imprestável, ou como sinônimo de "guarda-costas." Especula-se que o uso original do termo aplicava-se a animais de fazenda de baixa qualidade, embora esse significado só tenha sido documentado em 1854. Posteriormente, o termo passou a ser adotado por oponentes para descrever os brancos sulistas, que formaram uma coalizão republicana com negros libertos (recém-chegados do Norte) (denominados "carpetbaggers"), visando assumir o controle dos governos estaduais e locais. Os primeiros usos desse novo significado foram registrados em jornais do Alabama e da Geórgia, no verão de 1867, inicialmente referindo-se a todos os republicanos sulistas, e depois restringindo-se apenas aos brancos.
O historiador Ted Tunnel observa que obras de referência, como o Dicionário da Língua Espanhola do Caribe, de Joseph Emerson Worcester [en], de 1860, definiram scalawag como "um sujeito de baixo valor; um  patife." O termo também era utilizado para descrever animais de fazenda de qualidade inferior. No início de 1868, um editor do Mississippi observou que scalawag "tem sido usado desde tempos imemoriais para designar vacas leiteiras inferiores, nos mercados de gado da Virgínia e do Kentucky." Em junho daquele ano, o Richmond Enquirer corroborou essa definição, afirmando que scalawag se aplicava a todo gado ruim, magro e sarnento. Na ocasião, o  jornal observava que só recentemente o termo começara a adquirir significado político.
Durante a sessão de 1868-69 do tribunal do juiz "Greasy" Sam Watts, no condado de Haywood, Carolina do Norte, houve uma testemunha que descreveu um scalawag como um homem branco nativo do Sul que não era melhor do que um negro. Essa definição ressaltava a ideia de igualdade entre os indivíduos, independentemente de sua raça.
Em outubro de 1868, um jornal do Mississippi definiu o termo de forma contundente em relação à política de redenção. O uso de scalawags como pejorativo continuou entre sulistas conservadores pró-segregacionistas até o século XX. Contudo, historiadores frequentemente utilizam o termo para se referir a esse grupo de atores históricos sem conotações negativas.

## História
Após a Guerra Civil Americana, durante a Era da Reconstrução, que ocorreu entre 1863 e 1869, os presidentes Abraham Lincoln e Andrew Johnson implementaram políticas destinadas a restaurar a normalidade no sul dos Estados Unidos o mais rapidamente possível. Em contrapartida, os republicanos radicais utilizaram o Congresso para bloquear as políticas do presidente Johnson, que favoreciam os ex-Confederados. Esses republicanos radicais impuseram termos rigorosos e reivindicaram novos direitos para os ex-escravizados, conhecidos como libertos. No sul, os negros libertos e os sulistas brancos com simpatias republicanas uniram-se a nortistas que haviam se mudado para a região —denominados carpetbaggers pelos opositores sulistas — para implementar as políticas do Partido Republicano.
Apesar de serem uma minoria, os scalawagsconseguiram ganhar poder ao se aproveitar das leis de Reconstrução de 1867, que privaram a maioria dos eleitores brancos sulistas de seus direitos, uma vez que não podiam prestar o juramento inquebrantável [en], que exigia que nunca tivessem servido nas forças armadas confederadas ou ocupado cargos políticos em governos estaduais ou confederados. O historiador Harold Hyman observa que, em 1866, os congressistas descreveram o juramento como o último bastião contra o retorno dos ex-rebeldes ao poder, servindo como uma barreira de proteção para unionistas e negros no sul.
A coalizão formada por scalawags, negros libertos e carpetbaggers controlou todos os antigos estados confederados, exceto a Virgínia, assim como o Kentucky e o Missouri—que eram disputados tanto pelo Norte quanto pelo Sul—por períodos variados entre 1866 e 1877. Dois dos mais proeminentes scalawags" foram o general James Longstreet, um dos principais generais de Robert E. Lee, e Joseph E. Brown [en], que havia sido governador da Geórgia durante a guerra. Na década de 1870, muitos scalawags deixaram o Partido Republicano e se juntaram à coalizão conservadora democrata. Os democratas conservadores finalmente substituíram todos os governos republicanos minoritários no sul dos Estados Unidos em 1877, após a disputada eleição presidencial de 1876, na qual os governos remanescentes da Reconstrução certificaram os eleitores republicanos, apesar de o candidato democrata ter vencido nos estados.

O historiador John Hope Franklin avalia os motivos dos Unionistas do Sul. Ele observou que, à medida que mais sulistas tinham permissão para votar e participar:
Uma curiosa variedade de sulistas nativos tornou-se, assim, elegível para participar da Reconstrução Radical. E o número aumentava à medida que o presidente concedia perdões individuais ou emitia novas proclamações de anistia [...]. Seu principal interesse era apoiar um partido que construísse o Sul em uma base mais ampla do que a aristocracia das plantações da época da Antebellum. Eles achavam conveniente fazer negócios com negros e com os chamados "carpetbaggers", mas muitas vezes retornavam ao Partido Democrata quando este ganhava força suficiente para ser um fator na política sulista.
Com o tempo, muitos scalawags uniram-se à coalizão democrata conhecida como Redentores (Redeemers). Uma minoria, no entanto, permaneceu como republicana e formou a facção “bronzeada” dentro do partido republicano “Black and Tan [en]”. Esse grupo representava um elemento minoritário no Partido Republicano em todos os estados do Sul após 1877.
A maioria dos 430 jornais republicanos do sul dos Estados Unidos era editada por scalawags, com apenas 20% sendo editados por carpetbaggers. Os empresários brancos geralmente boicotavam esses jornais republicanos, que muitas vezes sobreviveram devido ao patrocínio do governo.

### Alabama
No Alabama, conforme observado por Wiggins, os scalawags dominaram o Partido Republicano. Entre 1868 e 1881, cerca de 117 republicanos foram indicados, eleitos ou nomeados para cargos executivos estaduais, além de juízes e cargos legislativos e judiciais federais. Desses, havia 76 sulistas brancos, 35 nortistas e 6 ex-escravizados. Nos cargos estaduais durante a Reconstrução, a presença de sulistas brancos foi ainda mais acentuada: 51 foram nomeados, em comparação com 11 carpetbaggers e um negro. Vinte e sete scalawags receberam indicações para o executivo estadual (75%), 24 foram indicados para o judiciário estadual (89%) e 101 foram eleitos para a Assembleia Geral do Alabama (39%). No entanto, menos scalawags foram indicados para cargos federais: 15 foram eleitos ou indicados para o Congresso (48%), em comparação com 11 carpetbaggers e 5 negros. Além disso, 48 scalawags foram membros da convenção constitucional de 1867, representando 49,5% dos membros republicanos, enquanto sete scalawags participaram da convenção constitucional de 1875, totalizando 58% dos poucos membros republicanos.

Em termos de questões raciais, Wiggins afirma:
Os republicanos brancos, assim como os democratas, solicitavam votos de negros, mas relutantemente recompensavam os negros com indicações para cargos apenas quando necessário, reservando os cargos de maior escolha para os brancos. Os resultados eram previsíveis: esses gestos de meia-boca não satisfaziam nem os republicanos negros nem os brancos. A fraqueza fatal do partido republicano no Alabama, como em qualquer outro lugar do Sul, foi sua incapacidade de criar um partido político birracial. E enquanto estiveram no poder, mesmo que por pouco tempo, não conseguiram proteger seus membros do terror democrata. Os republicanos do Alabama estavam sempre na defensiva, verbal e fisicamente.

### Carolina do Sul
Na Carolina do Sul, estimava-se que havia cerca de 100.000 scalawags, representando aproximadamente 15% da população branca. Durante seu auge, a coalizão republicana atraiu alguns sulistas brancos mais abastados, especialmente moderados que favoreciam a colaboração entre democratas de mente aberta e republicanos responsáveis. Rubin argumenta que o colapso da coalizão republicana foi resultado de tendências alarmantes de corrupção e faccionalismo que começaram a caracterizar a governança do partido. Essas falhas levaram à desilusão dos aliados do Norte, que se distanciaram dos republicanos estaduais em 1876, quando os democratas, sob a liderança de Wade Hampton [en], reassumiram o controle. O uso da violência como ameaça fez com que muitos republicanos permanecessem silenciados ou mudassem para o partido democrata.

### Louisiana
Wetta indica que Nova Orleans era um importante centro para os scalawags. Seus líderes incluíam advogados, médicos, professores, ministros, empresários e funcionários públicos com boa formação. Muitos tinham laços com o Norte ou nasceram no Norte, mudando-se para a cidade em expansão antes da década de 1850. Poucos eram plantadores de algodão ou açúcar, e a maioria tinha sido whigs antes da guerra, embora muitos também fossem democratas. Quase todos eram unionistas durante o conflito. Eles se uniram a uma coalizão republicana com negros, mas, na melhor das hipóteses, apoiavam de forma tímida o sufrágio negro, a ocupação de cargos públicos por negros ou a igualdade social. Wetta afirma que seu “cosmopolitismo quebrou o molde do provincianismo sulista” típico de seus oponentes democratas, indicando que os scalawags tinham “uma visão de mundo mais ampla”.

### Mississippi
O scalawag mais proeminente do Mississippi foi James L. Alcorn [en]. Eleito para o Senado dos EUA em 1865, Alcorn não pôde assumir seu cargo enquanto o Congresso Republicano discutia a Reconstrução. Ele apoiou o sufrágio para os libertos e endossou a Décima Quarta Emenda, conforme exigido pelos republicanos no Congresso. Alcorn tornou-se o líder dos scalawags, que representavam cerca de um terço dos republicanos do estado, formando uma coalizão com carpetbaggers e libertos. Eleito governador pelos republicanos em 1869, Alcorn ocupou o cargo de 1870 a 1871. Durante seu governo, ele nomeou muitos ex-whigs com ideias semelhantes, mesmo que fossem democratas. Alcorn foi um defensor da educação, promovendo escolas públicas para negros e a criação de uma nova instituição de ensino, atualmente conhecida como Universidade Estadual Alcorn. Ele buscou que seu aliado Hiram Revels se tornasse seu sucessor.
Alcorn renunciou ao cargo de governador para se tornar senador dos EUA, cargo que ocupou de 1871 a 1877, sucedendo seu aliado Hiram Revels, o primeiro senador afro-americano. Durante seu mandato, Alcorn defendeu a remoção das desvantagens políticas que afetavam os sulistas brancos, rejeitou propostas dos republicanos radicais para impor a igualdade social por meio de legislação federal, denunciou o imposto federal sobre o algodão como injusto e defendeu a segregação nas escolas.
Alcorn também liderou uma intensa disputa política contra o senador Adelbert Ames, um carpetbagger que chefiava a outra facção do Partido Republicano no Mississippi. Essa rivalidade fragmentou o partido, com a maioria dos negros apoiando Ames e muitos, incluindo Revels, alinhando-se a Alcorn. Em 1873, ambos se candidataram ao governo. Os radicais e a maioria dos afro-americanos apoiaram Ames, enquanto Alcorn obteve o apoio de brancos conservadores e de muitos scalawags. Ames venceu a eleição com 69.870 votos, em comparação com 50.490 de Alcorn, que se afastou da política estadual após essa derrota.
Newton Knight ganhou notoriedade a partir do lançamento em 2016 do filme Free State of Jones.

### Montanhas
Os distritos montanhosos da Appalachia eram frequentemente enclaves republicanos. A população dessa região escravizava poucas pessoas e enfrentava desafios como transporte precário, pobreza profunda e um ressentimento persistente em relação aos políticos do Low Country, que dominavam a Confederação, bem como os democratas conservadores durante e após a Reconstrução. Redutos republicanos se estabeleceram na Virgínia Ocidental, no leste de Kentucky e Tennessee, no oeste da Virgínia, na Carolina do Norte e na região de Ozark, no norte do Arkansas. Os habitantes dessas áreas rurais frequentemente manifestavam hostilidade em relação à classe dos fazendeiros e, durante a guerra, nutriam sentimentos pró-União. Andrew Johnson era visto como seu líder representativo. Eles aceitaram a Reconstrução e muitas das propostas defendidas pelos republicanos radicais no Congresso.

### Fora dos EUA
No Reino Unido, o termo “scally” é utilizado para descrever elementos da classe trabalhadora e comportamentos associados à pequena criminalidade, de maneira semelhante ao uso contemporâneo de “chav”. Nas Filipinas, a palavra scalawag é empregada para se referir a policiais ou militares desonestos.

## Acusações de corrupção
Os scalawags foram acusados de corrupção pelos Redentores. A Escola Dunning [en] de historiadores tendia a apoiar as alegações dos democratas, e John Hope Franklin, em concordância com essa escola, afirmou que os scalawags "devem levar pelo menos parte da culpa" pela corrupção e desvios.
Os democratas sustentavam que os scalawags eram financeiramente e politicamente corruptos, dispostos a apoiar um governo ineficaz em troca de benefícios pessoais. Um historiador do Alabama observou que, em questões econômicas, tanto scalawags quanto democratas buscavam ativamente apoio para o desenvolvimento de projetos nos quais tinham interesse econômico, demonstrando escassos escrúpulos nos métodos utilizados para aprovar legislações financeiras favoráveis no legislativo do Alabama. A qualidade das práticas contábeis de republicanos e democratas era igualmente notória. Contudo, o historiador Eric Foner [en] argumenta que não existem evidências suficientes para afirmar que os scalawags eram mais ou menos corruptos do que os políticos de qualquer outra época, incluindo os Redentores.

## Quem eram osscalawags?
Os republicanos sulistas brancos incluíam abolicionistas que antes se mantinham discretos, bem como ex-escravistas que defendiam a igualdade de direitos para os libertos. Um dos mais notáveis desse último grupo foi Samuel F. Phillips [en], que posteriormente se opôs à segregação no caso Plessy v. Ferguson. Também faziam parte do grupo pessoas que buscavam integrar-se ao Partido Republicano, atraídas pelas oportunidades oferecidas para carreiras políticas. Muitos historiadores descreveram os scalawags em termos de classe social, indicando que, em média, eram menos ricos ou prestigiados do que a elite dos plantadores.
De acordo com Thomas Alexander, houve uma persistente influência dos princípios do extinto Partido Whig no sul dos Estados Unidos após 1865. Muitos ex-membros do partido tornaram-se republicanos que defendiam a modernização por meio da educação e do desenvolvimento de infraestrutura, como melhores estradas e ferrovias. Muitos também se uniram aos Redentores na tentativa bem-sucedida de substituir o breve período de direitos civis prometidos aos afro-americanos durante a Reconstrução pela era Jim Crow, caracterizada por segregação e cidadania de segunda classe, que perdurou até o século XX.
O livro The Scalawags, do historiador James Alex Baggett [en], oferece um estudo quantitativo sobre essa população.